# Strange Wives
Strange Wives és una pel·lícula de comèdia estatunidenca de 1934 dirigida per Richard Thorpe i escrita per James Mulhauser, Barry Trivers i Gladys Buchanan Unger. És protagonitzada per Roger Pryor, June Clayworth, Esther Ralston, Hugh O'Connell, Ralph Forbes i Cesar Romero. Va ser estrenada el 10 de desembre de 1934 per Universal Pictures.

## Argument
Contra el seu bon criteri, el corredor de borsa Jimmy King, li proposa casar-se a una refugiada russa anomenada Nadja, cosa que li complica ràpidament la vida..

## Repartiment
- Roger Pryor com Jimmy King
- June Clayworth com Nadja
- Esther Ralston com Olga
- Hugh O'Connell com Warren
- Ralph Forbes com Paul
- Cesar Romero com Boris
- Francis L. Sullivan com Bellamy
- Valerie Hobson com Mauna
- Leslie Fenton com Svengaart
- Ivan Lebedeff com Dimitri
- Doris Lloyd com Mrs. Sleeper
- Claude Gillingwater com Guggins
- Carrie Daumery com la Princesa
- Walter Walker com el General
- Greta Meyer com Hilda
- Harry Cording com membre de la tribu
- Buster Phelps com bessó
- Dickie Jones com bessó
- Phyllis Brooks com l'Actriu
- Anne O'Neal com secretaria d'en Jim
- Robert Gordon com ascensorista
- Joseph Crehan com oficial d'Immigració
- George Hackathorne com secretaria d'en Guggin
- Olaf Hytten com majordom d'en Jim
- Jean Fenwick com secretaria d'en Jim